# Pieter De Crem
Pieter De Crem (Aalter, 22 juli 1962) is een Belgisch politicus voor de CD&V.

## Biografie

### Studies
Pieter De Crem volgde humaniora in het Sint-Jan Berchmanscollege in Brussel. Aan de Katholieke Universiteit Leuven werd hij in 1986 licentiaat in de Romaanse filologie en werd er lid van de K.V.H.C. Zuid-Oost-Vlaamse. Aan de Vrije Universiteit Brussel studeerde hij in 1987 af als licentiaat in Internationaal en Europees recht. Gedurende zijn studententijd was De Crem actief bij het KVHV. Na zijn studies ging hij van 1987 tot 1989 werken bij mediabedrijf Roularta.
De Crem is polyglot en spreekt naast Nederlands ook Frans, Engels, Duits, Spaans, Italiaans en Portugees. Hij heeft tevens een basiskennis Russisch.

### Gemeentepolitiek
Toen zijn vader Jan De Crem in 1994 na meer dan dertig jaar de burgemeesterssjerp van Aalter aflegde, werd hij opgevolgd door zijn zoon Pieter na diens eerste deelname aan de gemeenteraadsverkiezingen. Bij de verkiezingen van 2000 werd zijn burgemeesterschap verlengd. Bij de verkiezingen van 2006 ging De Crem in kartel met de N-VA om het hoofd te bieden aan de verenigde oppositiepartijen aangevoerd door voormalig minister Jef Tavernier en wist hiermee 63,90 % van de Aalternaren te overtuigen (16 van de 25 zetels in de gemeenteraad). In 2007 werd De Crem minister in de federale regering en werd Patrick Hoste waarnemend burgemeester. Bij de verkiezingen van 2012 behaalde het oranje-gele kartel 64,56 % van de stemmen (19 zetels).
De Crem ijverde voor de fusie van Aalter met buurgemeente Knesselare. Beide gemeenteraden keurden dit goed en de fusie trad in voege op 1 januari 2019. De nieuwe gemeente behield de naam Aalter en telde net geen 30.000 inwoners. Bij de verkiezingen in 2018 won de kartellijst van CD&V en N-VA 57,3% van de stemmen. Als populairste politicus met 5.056 voorkeurstemmen werd De Crem voorgedragen als burgemeester van de nieuwe fusiegemeente. Ook bij de verkiezingen van oktober 2024 bleef De Crem de populairste politicus met 2.926 voorkeurstemmen. Hij werd opnieuw burgemeester van Aalter, maar omdat CD&V haar absolute meerderheid had verloren, diende hij een coalitie te sluiten met N-VA, dat afzonderlijk was opgekomen.

### Nationale politiek
Midden jaren tachtig werd De Crem opgemerkt door voormalig eerste minister Wilfried Martens en door minister van Defensie Leo Delcroix. Van 1989 tot 1992 werkte hij voor Martens als kabinetsattaché bevoegd voor de relaties met het parlement. In datzelfde jaar werd hij ook voorzitter van de jongerenafdeling van de toenmalige CVP in het arrondissement Gent-Eeklo, hetgeen hij bleef tot in 1994. Van 1992 tot 1993 was hij kabinetsattaché van Leo Delcroix en van 1993 tot 1994 adviseur bij de Fabrieken der Gebroeders de Beukelaar.
Op 21 mei 1995 werd hij binnen het arrondissement Gent-Eeklo voor het eerst verkozen in de Kamer van volksvertegenwoordigers. Ondanks de verkiezingsnederlaag die de toenmalige CVP op 13 juni 1999 moest incasseren als gevolg van de dioxinecrisis, werd De Crem herverkozen. Ook bij de verkiezingen van 2003, 2007, 2010, 2014 en 2019 werd hij verkozen. Als parlementslid werd hij vooral actief op het domein defensie. 
Met CD&V (sedert 2001 de nieuwe naam van CVP) werd hij op 18 mei 2003 herverkozen, maar nu - als gevolg van de herinrichting van de kiesomschrijvingen - voor de gehele provincie Oost-Vlaanderen. De Crem werd aangesteld als fractievoorzitter van de CD&V in de Kamer van volksvertegenwoordigers, wat hij bleef tot in december 2007.
Binnen de CD&V behoorde De Crem tot de meer liberale rechtervleugel van de partij. Bij momenten genoot hij bij zijn tussenkomsten als fractieleider de steun van Vlaams Belang. Ook de cdH, de toenmalige Franstalige christendemocraten, onder leiding van Melchior Wathelet, steunde de oppositie van De Crem.
Bij de verkiezingen van mei 2019 was De Crem kandidaat om de CD&V-lijst voor het Europees Parlement te trekken, maar die positie ging naar Kris Peeters. Vervolgens was hij van plan om zich geen kandidaat te stellen bij de verkiezingen en zich terug te trekken uit de nationale politiek, maar uiteindelijk trok De Crem opnieuw de Oost-Vlaamse Kamerlijst. Op 20 juni 2019 werd bekend dat De Crem de eed als Kamerlid niet zou afleggen voor de komende legislatuur. Hij liet zich vervangen door ex-gouverneur van Oost-Vlaanderen Jan Briers.

#### Minister van Landsverdediging
Bij de vorming van de 'interim' regering-Verhofstadt III werd De Crem in december 2007 minister van Landsverdediging. Hij bleef dit ook in de Regering-Leterme I, de Regering-Van Rompuy, de Regering-Leterme II en de Regering-Di Rupo. Vanaf maart 2013 was hij vicepremier. Hij bleef minister van Defensie tot in oktober 2014.
Onder De Crem werd de inzet van het Belgische leger bij internationale operaties vergroot. Begin 2009 namen ruim 1200 Belgische militairen deel aan internationale operaties, een verhoging met de helft in vergelijking met het gemiddelde van de voorgaande vijf jaar. België stuurde eerst vier en vanaf september 2009 zes F-16's naar de vliegbasis in Kandahar. De Crem wilde, hierin gesteund door verschillende internationale rapporten, de klemtoon van de Belgische bijkomende inzet vooral vestigen op de opleiding van de Afghaanse politie en leger en stuurt twee OMLT-opleidingsteams naar Kunduz. De VN-opdracht in Libanon werd met een jaar verlengd.
Op 21 oktober 2009 kreeg De Crem groen licht van de regering om zijn transformatieplan uit te voeren. Het plan-De Crem, dat initieel op weerstand stuitte van de vakorganisaties, voltooide onafgewerkte hervormingen uit eerdere legislaturen. Het personeelseffectief van Defensie daalde tegen 2012 tot 34.000 manschappen en 23 kazernes moesten sluiten. Het materieel en het personeel werden gehergroepeerd tot voltallige, operationeel inzetbare eenheden. Het contingent moest dalen om de uitgaven voor personeel terug in balans te brengen.
Wanneer de Arabische Lente Libië bereikte, trad Moammar al-Qadhafi hardhandig op tegen de eigen bevolking. Een internationale reactie kwam er van de Veiligheidsraad van de Verenigde Naties met resolutie 1970 en resolutie 1973. Op aansturen van De Crem besliste de Belgische regering van lopende zaken op 21 maart 2011 om deel te nemen aan de internationale coalitie met zes F-16-jachtvliegtuigen en een mijnenjager.
Hij is de enige minister van wie de Kamervoorzitter (op 16 juni 2011) het woord ontnam omdat zijn antwoord te lang en afgelezen was.
Op 8 januari 2013 kreeg De Crem het "Grote Kruis met Ster en Grootlint van de Orde van Verdienste van de Bondsrepubliek Duitsland" uit handen van ambassadeur Eckart Cuntz, die hem als polyglot "de perfecte Europeaan" noemde. Met de onderscheiding werd de bilaterale samenwerking tussen de Belgische en Duitse legers in de kijker gezet.
Op voorstel van De Crem gaf het kernkabinet op 15 januari 2013 groen licht voor een militaire steun aan de Franse militaire operatie Serval in Mali. België zette een detachement in van 75 militairen, twee C-130 transportvliegtuigen en twee helikopters van het type Agusta A109 voor medische evacuaties.
Op internationaal vlak was De Crem een van de Belgische vertegenwoordigers binnen de Organisatie voor Veiligheid en Samenwerking in Europa (OVSE). Hij werd vaak getipt als nieuwe secretaris-generaal van de NAVO in opvolging van Anders Fogh Rasmussen. Een zogenaamd geheim bezoek aan Washington eind 2013 voedde deze speculaties en diplomatieke bronnen vermeldden hem lang als grootste kanshebber. Op 28 maart 2014 steunde de North-Atlantic Council (NAC) echter onverwacht de gewezen Noorse socialistische premier Jens Stoltenberg, die door Duitsland werd voorgedragen.
Na een officiële vraag van de Verenigde Staten aan België, gaven de federale regering en de Kamer in september 2014 hun goedkeuring voor de Belgische deelname aan de internationale coalitie tegen de terreurorganisatie Islamitische Staat. De Belgische Defensie leverde een detachement bestaande uit 120 militairen en zes F-16-gevechtstoestellen, dat zal opereren vanuit Jordanië. Dit land maakte zelf ook deel uit van de internationale militaire coalitie.
In 2014 kwam er een einde aan zijn mandaat als minister van Defensie. In de regering-Michel I werd hij niet langer als minister naar voren geschoven, maar moest hij zich tevredenstellen met een rol als staatssecretaris.

#### Staatssecretaris voor Buitenlandse Handel
Op 11 oktober 2014 legde Pieter De Crem de eed af als staatssecretaris voor Buitenlandse Handel in de regering-Michel I. Zijn beleid streeft naar het versterken van het globale marktaandeel van de Belgische bedrijven in de wereldeconomie aan de hand van het "Business To Government" principe. Het belangrijkste instrument hierin vormen de economische missies naar bestemmingen wereldwijd, waarbij hij de knowhow van de Belgische bedrijven in de kijker zet of België aanprijst als investeringsbestemming bij uitstek. Van 2017 tot begin december 2018 was Pieter De Crem ook Speciaal Gezant van de Federale Regering voor het onderzoeksproject MYRRHA, verbonden aan het Studiecentrum voor Kernenergie SCK CEN.
In 2016 volgde hij een zesweekse cursus aan de Harvard Business School. Hij lag onder vuur omdat hij ging studeren tijdens het werkjaar waardoor zijn functie overbodig leek, omdat buitenlandse handel sinds de federalisering grotendeels een gewestelijke bevoegdheid is geworden.

#### Minister van Binnenlandse Zaken
Na de val van de regering-Michel I en het vertrek van N-VA uit de regering, werd De Crem op 9 december 2018 minister van Binnenlandse Zaken en Veiligheid, in de regering-Michel II. Op 3 oktober 2019 werd daar, na het ontslag van Wouter Beke als minister, opnieuw Buitenlandse Handel aan toegevoegd, waardoor De Crem Minister van Binnenlandse Zaken en Veiligheid belast met Buitenlandse Handel werd.
Als Minister van Binnenlandse Zaken en Veiligheid heeft Pieter De Crem zich meermaals geuit als een voorstander van een eengemaakte Brusselse politiezone met eenheid van commando, onder meer na de onrusten en het geweld tijdens oudejaarsnacht 2018 in Brussel. Op initiatief van Pieter De Crem werkten de verschillende Brusselse politiezones tijdens oudejaarsnacht 2019 samen binnen zo'n operationele structuur.
Op 17 maart 2020 legde Pieter De Crem de eed af als Minister voor Binnenlandse Zaken en Veiligheid, belast met Buitenlandse Handel in de regering-Wilmès II, die instaat voor de beheersing van de coronacrisis.
In de regering-De Croo, die aantrad op 1 oktober 2020, maakte hij geen deel uit van de coalitie, wat het einde van zijn nationale politieke carrière betekende. Eerder had hij zich al kritisch uitgelaten over de vorming van deze zogenoemde Vivaldicoalitie.
Op 22 oktober 2020 overtrad Pieter De Crem de maatregelen in de strijd tegen het coronavirus door met zijn partijvoorzitter Joachim Coens te gaan lunchen in het restaurant van een hotel ondanks dat dit niet toegelaten was voor mensen die niet als gast op het hotel verbleven. Zijn voorzitter gaf later toe dat dit volgens hem ongepast was voor mensen in een voorbeeldfunctie.

### Na de nationale politiek
In juni 2021 werd De Crem lid van de raad van bestuur van netbeheerder Elia. Hij volgde Kris Peeters op.
In januari 2021 werd hij bestuurder van vastgoedgroep Sobradis. Datzelfde jaar werd hij ook bestuurder van bouwfirma Vanhout, een dochteronderneming van bouwbedrijf BESIX.
In oktober 2023 werd De Crem aangesteld als commissaris-generaal van BelExpo, dat de wereldtentoonstelling van 2025 in Osaka coördineert.